# Matěj Bendák
Matěj Bendák byl kladenský autobusový dopravce. Provozoval za první republiky autobusovou linku z Kladna do Prahy a dnes je významný zejména tím, že nátěr jeho autobusů inspiroval přezdívku autobusů mandelinka, která se dosud v několika městech dochovala.
30. listopadu 1927 či v závěru roku 1926 získal koncesi pro linku Kladno – Praha, na níž ležela například zastávka „Liboc, Nad Šárkou“. Linka oficiálně končila na Brusce (tj. u dnešní stanice metra Hradčanská). Dopravce však v rozporu s koncesí dojížděl až do centra Prahy, na náměstí Republiky. Městskou vyhláškou z roku 1931, která sjednocovala zastávky příměstských linek v Praze, byla linka prodloužena do ulice Janovského v Holešovicích (poblíž dnešního Parkhotelu a Veletržního paláce), poté zase zkrácena na Bořislavku. Brzy mu začaly konkurovat i státní autobusy ČSD, které podle zákona nemusely žádat o koncesi.
Autobusy firmy Matěj Bendák měly žlutohnědý nátěr. To je považováno za příčinu, proč později zavedená městská autobusová doprava v Kladně získala přezdívku mandelinka. Tato přezdívka se ujala i v nedalekém Slaném a objevila se dokonce i ve Vlašimi.